# Guru Tegh Bahadur Sahib Ji
Guru Tegh Bahadur Sahib Ji (en panjabi: ਗੁਰੂ ਤੇਗ਼ ਬਹਾਦਰ, pronunciació en panjabi: [ɡʊru etɣ bəhɑdʊɾ]; 1 d'abril de 1621 - 24 de novembre de 1675), fou venerat com en el seu dia ho va ser el Guru Nanak Dev Ji, Tegh Bahadur Sahib Ji fou el novè guru (profeta) del sikhisme.
Les seves revelacions espirituals, tracten de temes tan variats com la naturalesa de Déu, les inclinacions humanes, el cos, la ment, la tristesa, la dignitat, el servei, la mort, i l'alliberament, i es registren en forma de 115 himnes poètics en el text sagrat del Guru Granth Sahib.
El Guru Tegh Bahadur Sahib Ji, va ser reclamat per pandits hinduistes de Caixmir en 1675, que cercaven la seva ajuda, en contra de les conversions forçades dels hinduistes a l'islam, per part dels governants mogols de l'Índia.
El Guru Tegh Bahadur Sahib Ji rebutjava les conversions forçades i ell mateix no va voler convertir-se a l'Islam. El Guru fou executat públicament mitjançant decapitació, en la capital imperial de Delhi, per ordre de l'Emperador mogol Aurangzeb.

## Dia del Guru Tegh Bahadur Ji
El dia 24 de novembre es celebra el Dia del Guru Tegh Bahadur Ji. Aquesta data és anomenada també Guru Tegh Bahadur Sahib Ji Martyrdom Day, i és una festa regional a l'Índia.